# Sturbridge (hrabstwo Worcester)
Sturbridge – jednostka osadnicza w Stanach Zjednoczonych, w stanie Massachusetts, w hrabstwie Worcester.